# Cariomothis erythromelas
Cariomothis erythromelas is een vlindersoort uit de familie van de prachtvlinders (Riodinidae), onderfamilie Riodininae.
Cariomothis erythromelas werd in 1840 beschreven door Sepp.